# Eishockeymeisterschaft des Golfes
Die Eishockeymeisterschaft des Golfes (englisch Gulf Ice Hockey Championship) ist ein internationales Eishockeyturnier für Nationalmannschaften des Golf-Kooperationsrates (GCC). Es wurde im Mai 2010 erstmals von der Kuwait Ice Hockey Association ausgetragen und wurde von der Internationalen Eishockey-Föderation IIHF sanktioniert.
Gewinner aller fünf Turniere waren die Vereinigten Arabischen Emirate.

## Bisherige Gewinner
| Jahr | Teilnehmer | Gewinner                     | Austragungsort                          |
| ---- | ---------- | ---------------------------- | --------------------------------------- |
| 2010 | 4          | Vereinigte Arabische Emirate | Kuwait, Kuwait                          |
| 2012 | 4          | Vereinigte Arabische Emirate | Abu Dhabi, Vereinigte Arabische Emirate |
| 2014 | 4          | Vereinigte Arabische Emirate | Kuwait, Kuwait                          |
| 2016 | 4          | Vereinigte Arabische Emirate | Doha, Katar                             |
| 2022 | 4          | Vereinigte Arabische Emirate | Kuwait, Kuwait                          |

## Teilnehmer und Platzierungen
| Nation                       | 2010 | 2012 | 2014 | 2016 | 2022 | Teilnahmen |
| ---------------------------- | ---- | ---- | ---- | ---- | ---- | ---------- |
| Bahrain                      | –    | 4    | –    | –    | 4    | 2          |
| Katar                        | –    | –    | 3    | 2    | –    | 2          |
| Kuwait                       | 2    | 2    | 2    | 3    | 3    | 5          |
| Oman                         | 4    | 3    | 4    | 4    | –    | 4          |
| Saudi-Arabien                | 3    | –    | –    | –    | 2    | 2          |
| Vereinigte Arabische Emirate | 1    | 1    | 1    | 1    | 1    | 5          |